# Gewurztraminer d'Alsazia
Il gewurztraminer d'Alsazia (in francese: gewurztraminer d'Alsace o alsace gewurztraminer), è un vino bianco francese prodotto in Alsazia con un vitigno Traminer aromatico.
Questa è una denominazione di varietà all'interno della denominazione Alsace AOC (Appellation d'origine contrôlée).
Tra i vini d'Alsazia, è il vino bianco più aromatico ; è quindi classificato tra quelli prodotti da "vitigni nobili alsaziani", insieme all'Alsazia Riesling, al Pinot grigio d'Alsazia e il  Moscato d'Alsazia.